# السلطة المطلقة (فلم)
السلطة المطلقة (بالإنجليزية: Absolute Power) هو فيلم إثارة تم إنتاجه في الولايات المتحدة وصدر في سنة 1997. الفيلم من إخراج كلينت إيستوود من بطولة كلينت إيستوود وجين هاكمان وإد هاريس.

## الميزانية والإيرادات
بلغت تكلفة إنتاج الفيلم حوالي 50 مليون دولار بينما حقق إيرادات تقدر بـ 50068310 دولار.

## وصلات خارجية
- مقالات تستعمل روابط فنية بلا صلة مع ويكي بيانات